# Кокубундзі (Токіо)

35°42′39″ пн. ш. 139°27′44″ сх. д. / 35.71083° пн. ш. 139.46222° сх. д.
Кокубу́ндзі (яп. 国分寺市, こくぶんじし, МФА: [kokubund͡ʑi ɕi̥]) — місто в Японії, в префектурі Токіо.

## Короткі відомості
Кокубундзі розташоване в центральній частині префектури, на плато Мусасіно, в районі сходження терас Мусасіно та Татекава. Місто назване на честь буддистського монастиря Кокубундзі в провінції Мусасі. Кокубундзі засноване 1964 року в результаті підвищення містечка Кокубундзі до статусу міста.
Поселення на території міста Кокубундзі виникло в 8 столітті. Його центром був однойменний буддистський монастир, заснований близько 758 року. Протягом періоду Едо (1603—1867) довкола поселення виникли нові села Кокура, Хонда, Найто та інші. 1889 року вони були об'єднані у одне село Кокубундзі. Після прокладання залізниці «Кофу-Мусасі» та Великого кантоського землетрусу 1923 року село стало активно заселятися вихідцями з регіонів та столиці. 1940 року воно отримало статус містечка, а за 24 роки — статус міста. 1973 року в Кокубундзі вікрилася однойменна залізнична станція, околиці якої перетворилися на комерційний центр міста.
Основою економіки Кокубундзі є машинобудування, городництво і садівництво. Дохід місту приносять також науково-освітні установи такі як Інститут вивчення залізничних технологій компанії JR, Центральний дослідницький інститут підприємства Хітаті, Інспекція ветеринарних медпрепаратів Міністерства сільського господарства, лісництва і водних ресурсів Японії, Токійський економічний університет та інші.
Кокубундзі є також одним із туристичних центрів метрополії Токіо. Віддавна місто відоме чистою джерельною водою, яка з 1985 року внесена Екологічною службою Японії до списку сотні найкращих джерельних вод країни. Цінними пам'ятками старовини Кокубундзі є руїни монастиря Кокубундзі. В буддистському храмі Якусі зберігається середньовічна скульптура сидячого будди Якусі, а сама частина храму переобладнана в Міській музей, в якому зберігаються пам'ятники історії міста. Поруч із храмом розташовані Ботанічний сад і Парк Тоноґаято.
Станом на 1 жовтня 2008 площа міста становила 11,48 км². Станом на 1 липня 2011 населення міста становило 120 268 осіб.

## Освіта
- Токійський економічний університет

## Культура
- Кокубундзі провінції Мусасі.